# Libnotes (Laosa) falcata
Libnotes (Laosa) falcata is een tweevleugelige uit de familie steltmuggen (Limoniidae). De soort komt voor in het Australaziatisch gebied.